# Mieczysław Warmus

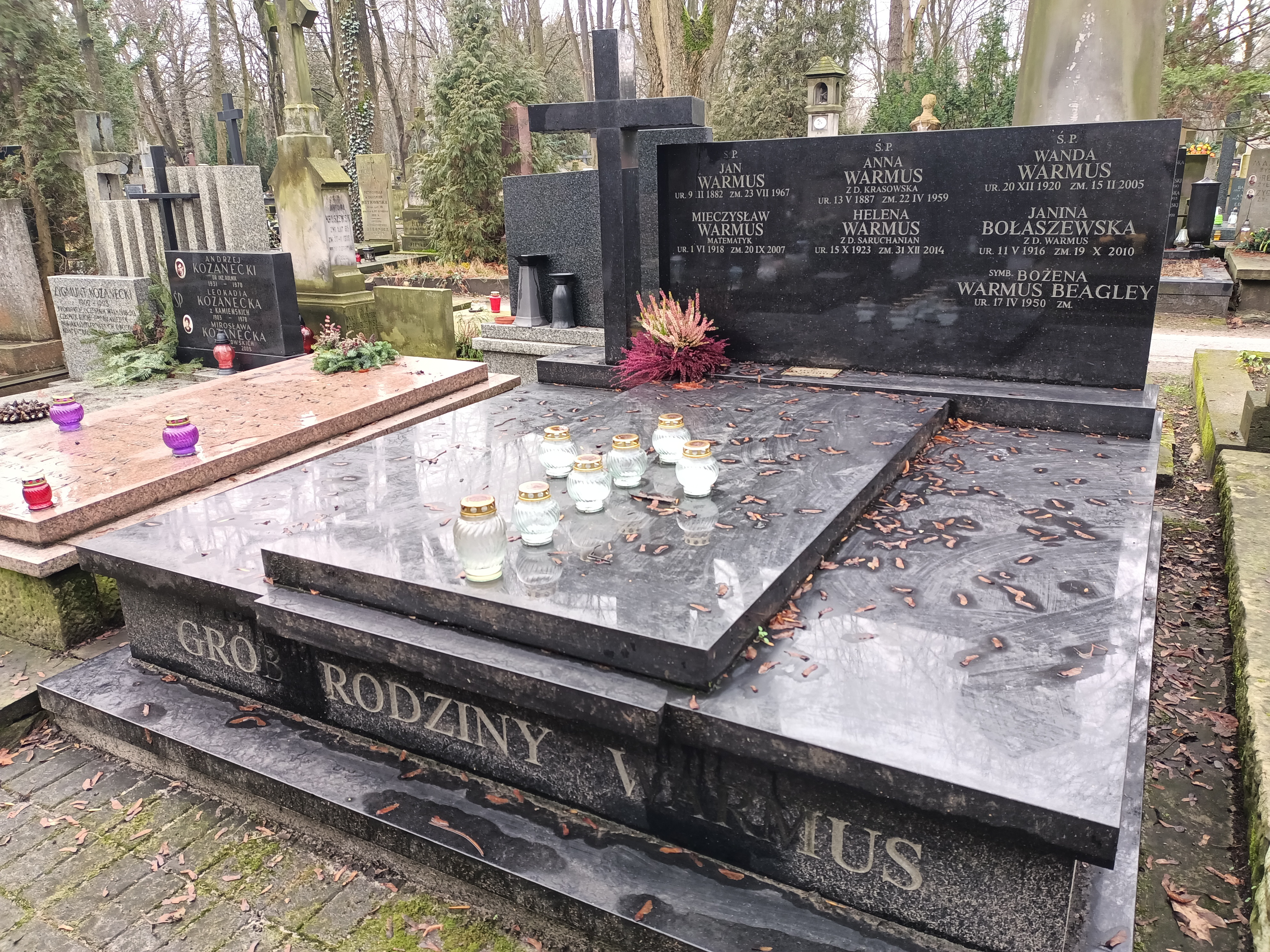
Grób matematyka Mieczysława Warmusa na cmentarzu Powązkowskim w Warszawie

Mieczysław Jan Warmus ps. Mruk (ur. 1 czerwca 1918 w Dobrowlanach, zm. 20 września 2007 w Wollongongu) – polski matematyk, prekursor informatyki w Polsce, profesor zwyczajny, wykładowca akademicki, autor ponad stu prac naukowych, pracownik PAN.

## Życiorys
Absolwent I Państwowego Gimnazjum i Liceum im. Stefana Batorego w Warszawie (matura 1936). W czasie II wojny światowej uczestnik powstania warszawskiego. Uczeń Wrocławskiej Szkoły Matematycznej. W dniu 24 listopada 1949 roku na wspólnym posiedzeniu Wydziału Nauk Matematycznych i Przyrodniczych oraz Wydziału Nauk Medycznych Wrocławskiego Towarzystwa Naukowego profesor Hugo Steinhaus, promotor przewodu doktorskiego mgr Mieczysława Warmusa, przedstawia jego rozprawę pt. „O obliczaniu pól obszarów płaskich za pomocą siatek równoległobocznych” jako rozprawę doktorską. W dniu 15 marca 1950 Uniwersytet Wrocławski nadał mu stopień naukowy doktora. Uchwałą z dnia 30 czerwca 1954 roku Centralna Komisja Kwalifikacyjna dla Pracowników Nauki przyznała mu tytuł docenta.  Pracę habilitacyjną pt. „Funkcje nomogramowalne” obronił 22 lutego 1958. 29 maja 1958 roku Centralna Komisja Kwalifikacyjna dla Pracowników Nauki przyznała mu tytuł profesora nadzwyczajnego.
1 stycznia 1958 objął funkcję kierownika Zespołowej Katedry Matematyki Politechniki Wrocławskiej.  Po uzyskaniu tytułu profesora nadzwyczajnego został służbowo przeniesiony z Politechniki Wrocławskiej do Instytutu Badań Jądrowych w Warszawie. W latach 1961–1968 pełnił funkcję dyrektora Centrum Obliczeniowego PAN. W 1966 roku Rektor UW powierzył mu obowiązki profesora oraz kierownika Katedry Statystyki Matematycznej na Wydziale Matematyki i Fizyki UW. W czerwcu 1973 roku Rada Państwa nadała mu tytuł profesora zwyczajnego. Od 1985 wykładał na Uniwersytecie w Wollongong w Australii.
Życiu Mieczysława Warmusa została poświęcona książka Jadwigi Dutkiewicz pt. Mieczysław Warmus: życie i praca naukowa, opublikowana przez córkę Teresę Simińską w 2003 w Sydney (ISBN 0-646-42666-4).
Został pochowany 2 października 2007 na cmentarzu Powązkowskim (kwatera 191-5-9/10).

## Nagrody i wyróżnienia
W listopadzie 1955 otrzymał Uchwałą Rady Państwa Medal 10-lecia Polski Ludowej. W 1956 roku otrzymał nagrodę Instytutu Matematycznego PAN. W październiku 1957 roku otrzymał Złoty Krzyż Zasługi. W tym samym roku otrzymał nagrodę Rektora Politechniki Wrocławskiej oraz nagrodę główną PTM im. Stefana Mazurkiewicza.

## Wybrane publikacje
- Modelowanie matematyczne w przewlekłej zastoinowej niewydolności krążenia, IPI PAN, Warszawa 1986
- Uogólnione odwrotności macierzy, PWN, Warszawa 1972
- Wektory i macierze, t. 1, PWN, Warszawa 1981 ISBN 83-01-02362-7
- Prace Mieczysława Warmusa dostępne w Sieci (Katalog HINT)
- Prekursorskie artykuły o analizie przedziałowej. ippt.gov.pl. [zarchiwizowane z tego adresu (2008-04-18)].